# Пухівська сільська рада
Пухівська сільська рада — орган місцевого самоврядування у Броварському районі Київської області з адміністративним центром у с. Пухівка.

## Загальні відомості
Історична дата утворення: в 1930 році. Водоймища на території, підпорядкованій даній раді: р. Десна.
Загальна площа землі в адмінмежах Пухівської сільської ради — 3148,4 га.
Адреса 07413, Київська обл., Броварський р-н, с. Пухівка, вул. Леніна.

## Населені пункти
Сільській раді підпорядковані населені пункти:
- с. Пухівка

## Склад ради
Рада складається з 20 депутатів та голови.

### Керівний склад ради
| ПІБ                     | Основні відомості                                                         | Дата обрання | Дата звільнення |
| ----------------------- | ------------------------------------------------------------------------- | ------------ | --------------- |
| Труба Микола Григорович | Сільський голова, 1956 року народження, освіта, безпартійний              | 26.03.2006   | 31.10.2010      |
| Труба Микола Григорович | Сільський голова, 1956 року народження, освіта вища, член Партії регіонів | 31.10.2010   |                 |

Примітка: таблиця складена за даними джерела